# Stenopogon occidentalis
Stenopogon occidentalis är en tvåvingeart som beskrevs av Pavel Lehr 1963. Stenopogon occidentalis ingår i släktet Stenopogon och familjen rovflugor.
Artens utbredningsområde är Turkiet. Inga underarter finns listade i Catalogue of Life.